# Odds.ru
Odds.ru (или Матч-центр odds.ru; сокращённо ODDS или ОДДС) — международный спортивный интернет-портал в основном о спортивной статистики (матч-центр) существующий на территории Казахстана, Нигерии и России. Премия «Золотой сайт 2021».

## История

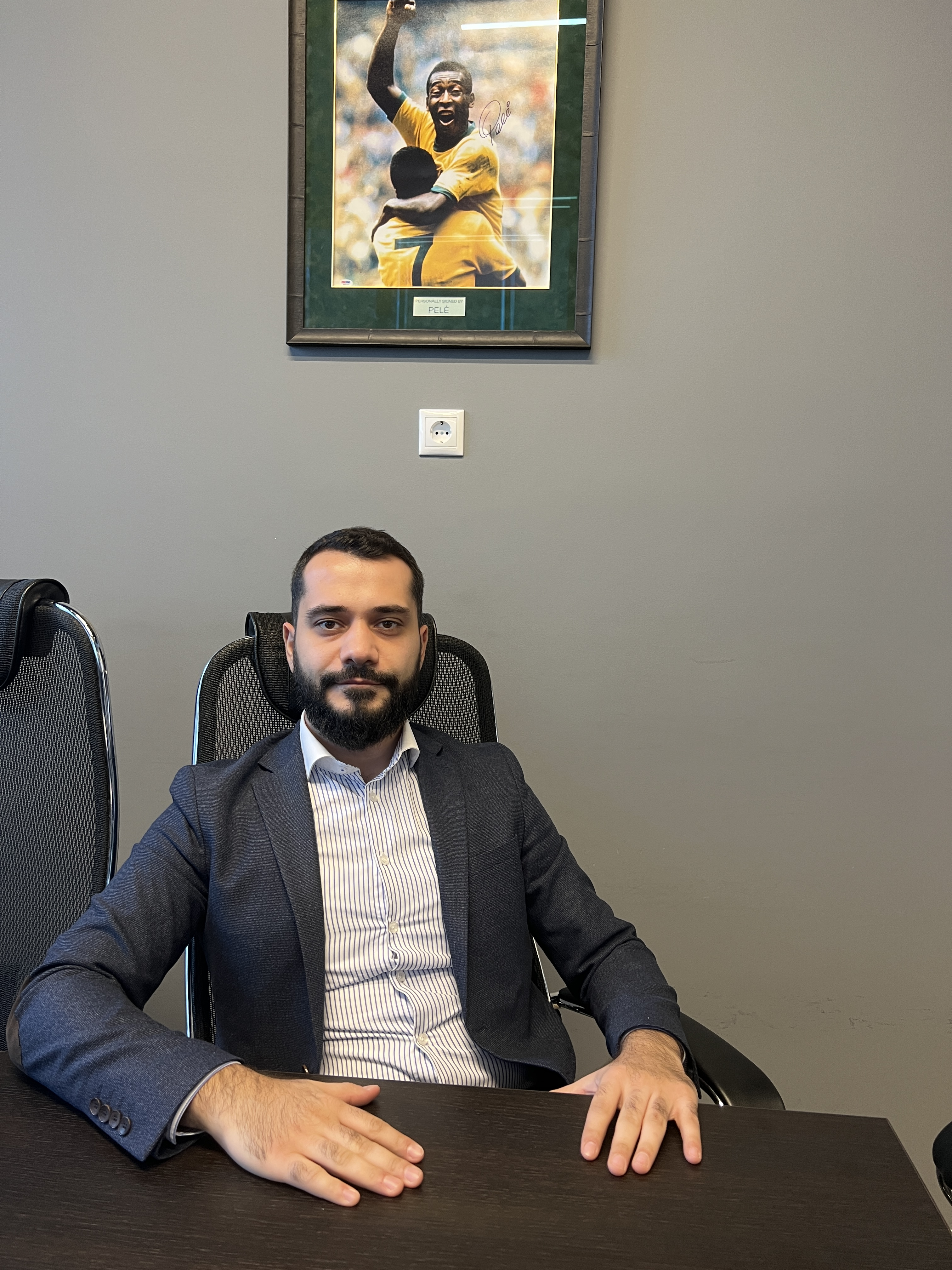
Арам Погосян в офисе Odds.ru

Работает с 29 октября 2018 года. Владелец и главный редактор Арам Погосян. Региональные версии: Казахстан (odds.kz), Россия (odds.ru).
Ресурс является информационным партнёром футбольного клуба «Чайка Юбилейный» (Юбилейный).
Есть возможность по отслеживанию изменений в котировках букмекерских контор.
Помимо сайта, есть свои приложения в iTunes для iOS и в Google Play для ОС Android.

## Награды
- Премия «Золотой сайт 2021» — спецприз в номинации «Сайт спортивной организации, клуба, команды»[10].